# Arteria femoral profunda
La arteria femoral profunda o arteria femoral posterior es una arteria que se origina de la arteria femoral, y que, como su nombre sugiere, discurre más profundamente (posteriormente) que el resto de la arteria femoral.

## Trayecto
Es un vaso grande que se desprende de la parte lateral y posterior de la arteria femoral poco después de su origen, a unos 2 a 5 cm por debajo del ligamento inguinal. Discurre hacia abajo por el muslo más cerca del fémur que la arteria femoral. Al principio discurre lateral a la arteria femoral, y luego lo hace por detrás de esta y de la vena femoral hacia la parte medial del fémur. Pasa entre el músculo pectíneo y el músculo aductor largo, y también por la parte posterior del segundo. La arteria femoral profunda no abandona el muslo; termina en el tercio inferior del mismo con una pequeña rama, que perfora el músculo aductor mayor y se distribuye por la parte posterior del muslo hacia los músculos isquiotibiales.

## Ramas
Según el Diccionario enciclopédico ilustrado de medicina Dorland, 27.ª edición, presenta las siguientes ramas:
- Arteria circunfleja femoral lateral, circunfleja externa o circunfleja anterior.[1]
- Arteria circunfleja femoral medial, circunfleja interna o circunfleja posterior.[1]
- Arteria del cuádriceps.[1]
- Arterias perforantes.[1] Perforan el músculo aductor mayor para dirigirse hacia el compartimento femoral posterior y el compartimento femoral medial.

### Ramas en la Terminología Anatómica
Según la Terminología Anatómica, presenta las siguientes ramas:
A12.2.16.021 Arteria circunfleja femoral medial (arteria circumflexa femoris medialis).
- A12.2.16.022 Rama superficial de la arteria circunfleja femoral medial (ramus superficialis arteriae circumflexae femoris medialis).
- A12.2.16.023 Rama profunda de la arteria circunfleja femoral medial (ramus profundus arteriae circumflexae femoris).
- A12.2.16.024 Rama acetabular de la arteria circunfleja femoral medial (ramus acetabularis arteriae circumflexae femoris).
- A12.2.16.025 Rama ascendente de la arteria circunfleja femoral medial (ramus ascendens arteriae circumflexae femoris medialis).
- A12.2.16.026 Rama descendente de la arteria circunfleja femoral medial (ramus descendens arteriae circumflexae femoris medialis).

A12.2.16.027 Arteria circunfleja femoral lateral (arteria circumflexa femoris lateralis).
- A12.2.16.028 Rama ascendente de la arteria circunfleja femoral lateral (ramus ascendens arteriae circumflexae femoris lateralis).
- A12.2.16.029 Rama descendente de la arteria circunfleja femoral lateral (ramus descendens arteriae circumflexae femoris lateralis).
- A12.2.16.030 Rama transversa de la arteria circunfleja femoral lateral (ramus transversus arteriae circumflexae femoris lateralis).

A12.2.16.031 Arterias perforantes (arteriae perforantens).
- A12.2.16.032 Arterias nutricias del fémur (arteriae nutrientes femoris; arteriae nutriciae femoris).

## Distribución
Se distribuye hacia la articulación de la cadera y los músculos del muslo y fémur.

## Imágenes adicionales

Sección transversal de la parte media del muslo.
Esquema de las arterias del muslo y la rodilla.
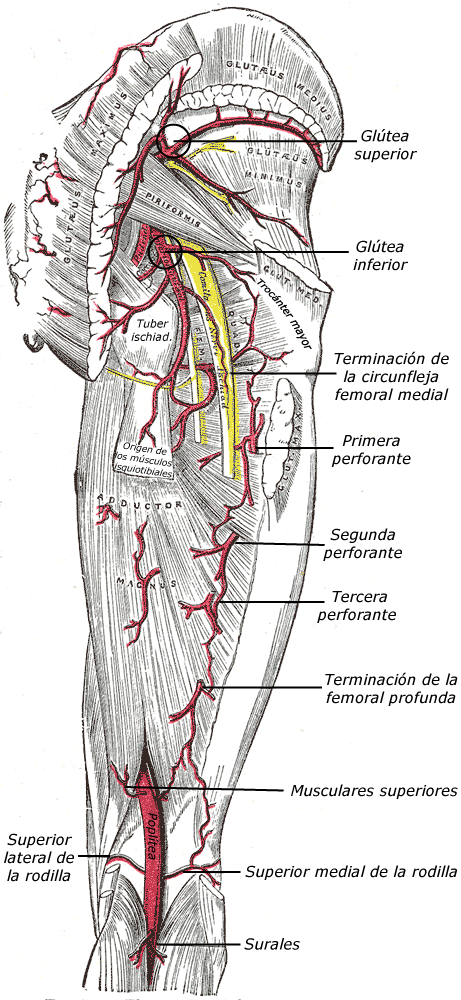
Arterias de las regiones glútea y femoral posterior.